# Cestrum lewisii
Cestrum lewisii är en potatisväxtart som beskrevs av D'arcy. Cestrum lewisii ingår i släktet Cestrum och familjen potatisväxter. Inga underarter finns listade i Catalogue of Life.